# 김규민 (2000년)
김규민(2000년 1월 20일 ~ )은 대한민국의 축구 선수로, 포지션은 레프트백이다. 현재 K리그2 부천 FC 1995 소속이다.